# Liste des présidents de la Généralité valencienne
Cet article dresse la liste des titulaires du poste de président de la Généralité valencienne depuis l'approbation de la loi organique du 1er juillet 1982 établissant le statut d'autonomie de la communauté autonome, jusqu'à aujourd'hui.

## Liste
| Nom | Nom                                          | Dates                                                     | Parti | Remarques                                                                            |
| --- | -------------------------------------------- | --------------------------------------------------------- | ----- | ------------------------------------------------------------------------------------ |
|     | Enrique Monsonís Domingo                     | 11 août 1982 – 24 novembre 1982 (3 mois et 13 jours)      | UCD   | Président du conseil du Pays valencien entre 1979 et 1982 Président de transition    |
|     | Joan Francesc Lerma i Blasco                 | 24 novembre 1982 – 3 juillet 1995 (12 ans et 8 jours)     | PSOE  | Record de longévité                                                                  |
|     | Eduardo Andrés Julio Zaplana Hernández-Soro, | 3 juillet 1995 – 10 juillet 2002 (7 ans et 7 jours)       | PP    | En coalition avec l'Union valencienne (1995-1999) Nommé ministre du Travail en 2002  |
|     | José Luis Olivas Martínez                    | 10 juillet 2002 – 20 juin 2003 (11 mois et 10 jours)      | PP    | Par intérim du 10 au 24 juillet                                                      |
|     | Francisco Enrique Camps Ortiz                | 20 juin 2003 – 28 juillet 2011 (8 ans, 1 mois et 8 jours) | PP    | Démissionne après son inculpation pour corruption                                    |
|     | Alberto Fabra Part                           | 28 juillet 2011 – 27 juin 2015 (3 ans et 11 mois)         | PP    | Ancien maire de Castellón de la Plana                                                |
|     | Joaquim Francesc Puig i Ferrer               | 27 juin 2015 – 15 juillet 2023 (8 ans et 18 jours)        | PSOE  | En coalition avec Compromís (2015-2023) En coalition avec Unidas Podemos (2019-2023) |
|     | Carlos Mazón Guixot                          | depuis le 15 juillet 2023 (1 an, 8 mois et 2 jours)       | PP    | Ancien président de la députation d'Alicante En coalition avec Vox                   |